# 李宇韺
李 宇韺（イ・ウヨン、이우영、1973年8月19日 - ）は、大韓民国・ソウル出身の元サッカー選手、サッカー指導者、大学教員。専修大学文学部准教授。李 宇暎とも表記される。

## 経歴

### 選手として
延世大学校時代、アナトリー・ブイショヴェツが監督を務めるオリンピック韓国代表に選ばれる。中心選手のひとりとして活躍し、アジア最終予選では崔龍洙、李基珩に次ぐ攻撃ポイントを記録した。オリンピック本選のメンバーにも選ばれたが、試合出場はなかった。またその他にもオリンピック代表としては1995年に開催されたトゥーロン国際大会、ムルデカ大会、フル代表の代わりにオリンピック代表が参加したダイナスティカップなどに出場。
大学卒業後、日本のJFL・大分FCに加入。1シーズン半在籍し、20試合10得点8アシスト。1998年、Kリーグ新人ドラフトの3巡目で指名されたKリーグ・安養LGチータースに移籍。Kリーグ新人王の有力な候補と目されていたが、ひざの負傷により2試合のみの出場にとどまり、1シーズンで放出される。リハビリを繰り返したが改善せず、26歳で引退した。

### 引退後
引退後は東大門市場で衣料品店を開いたが、サッカーへの未練を捨てきれず、母校の延世大学校サッカー部コーチに転身。知人の紹介で2001年から1年半、日本の仙台育英高校サッカー部にてコーチを務める。
2003年3月より、延世大と姉妹校提携を結ぶ慶應義塾大学のソッカー部に同部史上初の専任コーチとして迎えられる。2007年からは監督となり、2008年の関東大学リーグ2部に優勝して、チームを1部に復帰させた。またその間、慶應大での指導と並行しながら、順天堂大学大学院で修士号、日本体育大学大学院で博士号を取得。
2012年より専修大学の教員およびサッカー部コーチに就任。2016年4月から2017年3月まで長期在外研究のためセントラルミシガン大学に留学した。